# Mistică

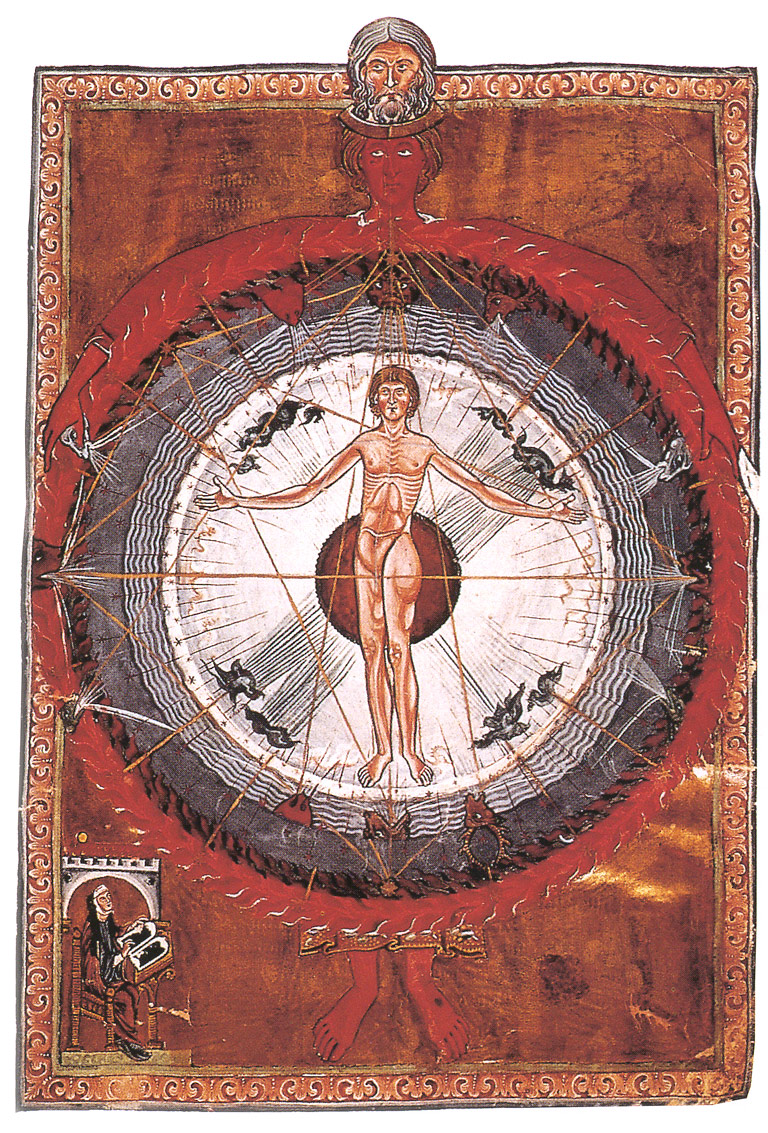
Hildegard de Bingen, Liber divinorum operum: „Universul, trupul și sufletul“, secolul al XII-lea

Mistica (din greacă μυέω, „a închide”, cu referire la ochi sau la gură) este o practică și învățătură religioasă care tinde prin asceză, rugăciune, evlavie, meditație etc. să stabilească o comuniune între om și Dumnezeu.
Tradițiile pot include credința în existența propriu-zisă a variate realități dincolo de percepția empirică, sau credința că adevărata percepție umană a lumii trece dincolo de rațiunea bazată pe logică sau cunoașterea intelectuală. O persoană care pătrunde în astfel de zone poate fi numită mistic.
Spre deosebire de mistică, misticismul este un termen peiorativ, folosit de Immanuel Kant pentru a defini atitudinea exagerată, înclinată spre irațional, asemeni obscurantismului.